# جالیانیکو
جالیانیکو (به ایتالیایی: Gaglianico) یک کومونه در ایتالیا است که در استان بیه‌لا واقع شده‌است.

## خصوصیات
جالیانیکو ۴٫۵ کیلومترمربع مساحت و ۳٬۹۳۱ نفر جمعیت دارد و ۳۵۳ متر بالاتر از سطح دریا واقع شده‌است.